# Mușchi de piatră
Mușchi de piatră (Cetraria islandica) este un lichen din familia Parmeliaceae, cunoscut sub denumirile populare de: mușchi de munte, mușchi creț, jeleghin de munte.

## Descriere
Mușchiul de piatră este un lichen cu tal fructiculos (sub forma unei tufe de mici dimensiuni), erect, de culoare brun-închis cu pete albe și înalt de până la 10 cm, divizat în mai mulți lobi. Este răspândit pe stâncile și platourile din zona alpină expuse vânturilor puternice, în jnepenișuri și locuri foarte uscate. Pe teritoriulm românesc, este frecvent întâlnit în Munții Făgărașului, Munții Retezat, Munții Parâng, Banatului, Țarcului.
În scopuri medicinale se folosește planta Lichen Islandicus (întregul tal) recoltată începând din aprilie și până în octombrie-noiembrie, pe vreme uscată.

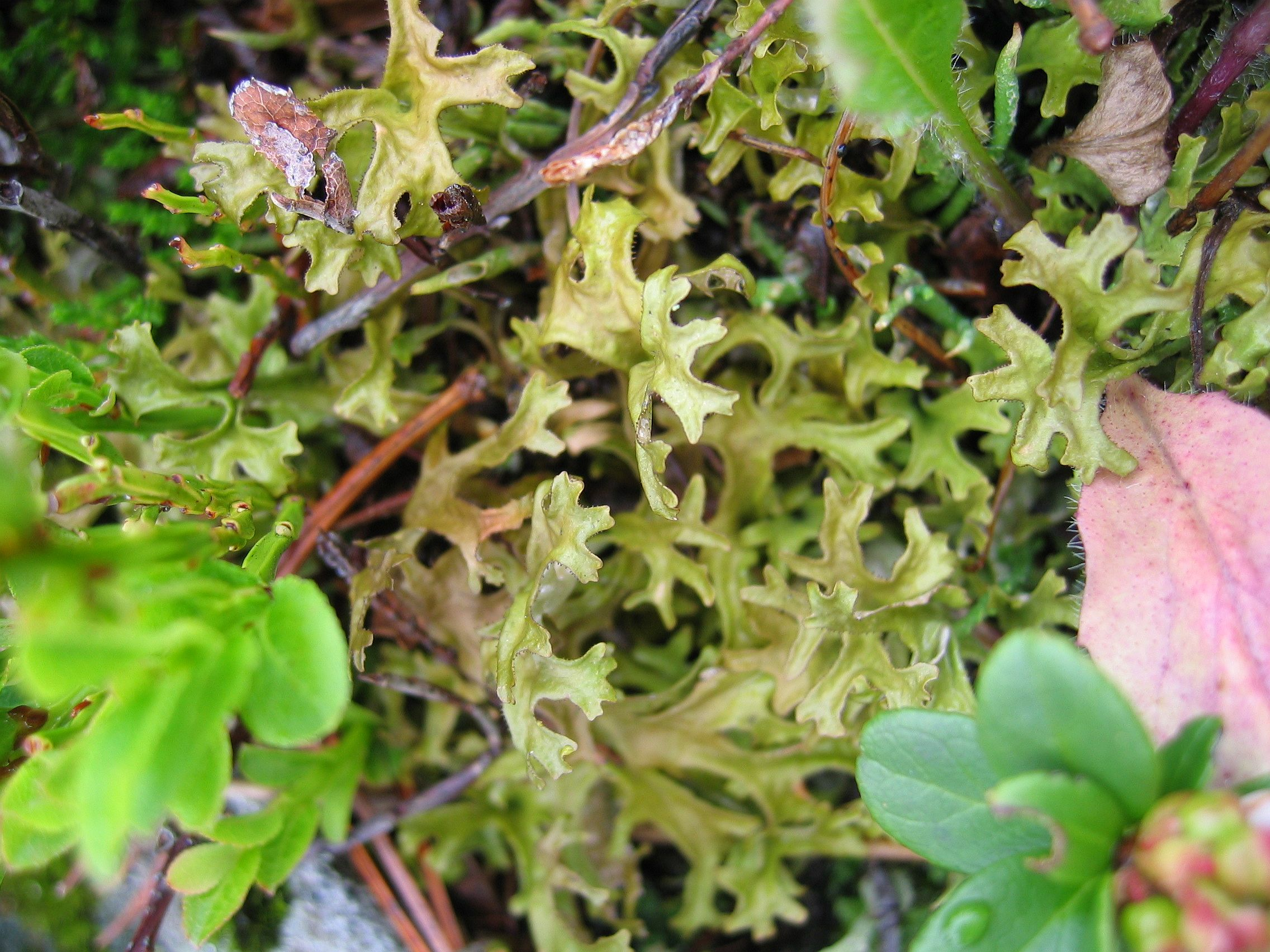
Cetraria islandica (Muşchi de piatră)

## Componenți principali
Mucilagii (70% solubile), acizi lichenici (cetraric și protocetraric, fumaric, protolichensterinic), ulei volatil, vitaminele A și B1, iod, principii mare, urme de fridelină și grăsimi.

## Proprietăți
- stimulator al secrețiilor gastro-pancreatice și al sistemului nervos vegetativ și vasomotor
- calmant și emolient al aparatelor respirator și digestiv
- colagog

## Indicații
Intern în insuficiența pancreatică, bronșite, traheite, anorexie (sub formă de ceaiuri)